# Massacre de Cartum de 2019
Massacre de Cartum ocorreu na segunda-feira, 3 de junho de 2019, quando as forças armadas militares do Conselho Militar de Transição do Sudão, lideradas pelas Forças de Suporte Rápido, uma organização sucessora imediata da milícia Janjaweed, usaram fogo pesado e gás lacrimogêneo com o objetivo de dispersar os manifestantes em Cartum, matando mais de uma centena de pessoas. Pelo menos quarenta cadáveres foram jogados no Rio Nilo.  Centenas de civis desarmados ficaram feridos, centenas de cidadãos desarmados foram presos, muitas famílias foram aterrorizadas em suas casas em todo o Sudão, e as Forças de Suporte Rápido estupraram setenta mulheres e homens.  A internet foi quase completamente bloqueada no Sudão nos dias que se seguiram ao massacre, tornando difícil estimar o número de vítimas. 